# Agrotis photophila
Agrotis photophila is een uitgestorven vlinder uit de familie van de uilen (Noctuidae). De wetenschappelijke naam van de soort is voor het eerst geldig gepubliceerd in 1879 door Butler. Het is endemisch op Oʻahu, Hawaiʻi, Verenigde Staten. Deze vlinder werd voor het laatst gesignaleerd rond 1900. Twee dode exemplaren worden bewaard in het British Museum. Deze zijn verzameld in de buurt van Honolulu in de 19e eeuw. Toen was de soort al zeldzaam.